# Cyanopterus bisignatus
Cyanopterus bisignatus är en stekelart som först beskrevs av Szepligeti 1905.  Cyanopterus bisignatus ingår i släktet Cyanopterus och familjen bracksteklar. Inga underarter finns listade i Catalogue of Life.